# Cercopithecoides kimeui
 Cercopithecoides kimeui  ist eine ausgestorbene Art der Primaten, die während des Altpleistozäns in Ostafrika vorkam. In der Olduvai-Schlucht in Tansania sowie in Kenia entdeckte Fossilien, die zu dieser Art gestellt wurden, stammen der 1982 publizierten Erstbeschreibung zufolge aus Sedimentschichten, die rund zwei bis drei Millionen Jahre alt sind. Die Arten der Gattung Cercopithecoides gelten als Verwandte der rezenten Schlank- und Stummelaffen.

## Namensgebung
Cercopithecoides ist ein bereits 1947 mit der vor allem aus Südafrika bekannten Typusart Cercopithecoides williamsi eingeführtes Kunstwort, zusammengesetzt aus dem Gattungsnamen der Meerkatzen (Cercopithecus) und der Nachsilbe -oides (griechisch für „-ähnlich wie“). Cercopithecoides verweist folglich auf morphologische Gemeinsamkeiten von Merkmalen der Fossilien mit den Merkmalen heute lebender Arten der Meerkatzen. Cercopithecus ist zusammengesetzt aus griechisch πίθηκος (altgriechisch ausgesprochen píthēkos: „Affe“) sowie κέρκος (kérkos) „Schwanz“ und bedeutet folglich „Schwanzaffe“.
Das Epitheton kimeui ehrt den Kenianer Kamoya Kimeu, der als Assistent von Louis Leakey und Richard Leakey die ersten Fragmente von zahlreichen bedeutenden Fossilien der frühen Vorfahren des modernen Menschen (Hominini) in Kenia und Tansania entdeckte. Kimeu leitete zudem im Team von Meave Leakey die lokalen Helfer, die in der Olduvai-Schlucht zahlreiche zu Cercopithecoides kimeui gestellte Fossilien entdeckten.

## Erstbeschreibung
Holotypus von Cercopithecoides kimeui ist laut der 1982 von Meave Leakey publizierten Erstbeschreibung das teilweise erhaltene Schädeldach eines männlichen Individuums mit teilweise bezahntem linken und rechten Oberkiefer (Sammlungsnummer 068/6514) aus der auf ein Alter von 1,65 Millionen Jahre datierten Fundstätte MLK in der Olduvai-Schlucht. Zugeordnet wurden der Art ferner rund ein Dutzend Fossilien aus der Fundstätte Koobi Fora (östlich des Turkana-Sees in Kenia), deren Alter zwischen 3,18 und 1,89 Millionen Jahren beträgt, darunter mehrere männliche und weibliche Unterkiefer- und Oberkiefer-Fragmente sowie Knochen aus dem Bereich unterhalb des Schädels. Cercopithecoides kimeui ähnele sehr der Typusart Cercopithecoides williamsi, sei jedoch wesentlich größer als diese, und die Molaren bewirken zudem eine abweichende, pavianartige Anmutung der Bezahnung („papionine appearance oft the dentition“).

## Lebensweise
Cercopithecoides kimeui gilt als relativ großwüchsige Art, deren Individuen sich häufig auf dem Boden aufhielten. Hierfür sprechen laut Erstbeschreibung insbesondere diverse Merkmale der Oberarmknochen. Die starke Abnutzung der Zähne deutet auf den Verzehr von relativ harten Gräsern – möglicherweise vermischt mit Sand – aus der offenen Savanne hin. Das Fehlen von Fossilfunden, die jünger als rund 1,6 Millionen Jahre alt sind, wird darauf zurückgeführt, dass die in jener Epoche aufkommende Klimaveränderung – größere Trockenheit – zum Aussterben der Art geführt haben könnte.
Cercopithecoides kimeui lebte annähernd zur gleichen Zeit und im gleichen Gebiet wie Paracolobus und Rhinocolobus turkanensis.

## Belege
1. ↑  Meave Leakey: Extinct Large Colobines From thr Plio-Pleistocene of Africa. In: American Journal of Physical Anthropology. Band 58, Nr. 2, 1982, S. 153–172, doi:10.1002/ajpa.1330580207